# Joseph Staader von Adelsheim
Joseph Plazidus Freiherr Staader von Adelsheim (* 1738 in Königseggwald; † 12. November 1808 in Wien) war ein österreichischer Offizier (Feldzeugmeister) während der Koalitionskriege. Er war Inhaber des Infanterieregiments No. 3 und Kommandeur des Maria-Theresien-Ordens.

## Herkunft
Nach Joseph Freiherr von Liechtenstern soll Poppo von Dürrn, der die Stadt Adelsheim am Rhein ausbauen ließ, auch Stammvater dieser Familie sein.
Historisch belegt ist, dass der aus der badischen Familie Staader stammende Christoph, Großvater des späteren Feldzeugmeisters, Bürgermeister von Reichenau war. Dessen Sohn Johann Jacob, Oettingischer Hofrat und Landvogt, Vater des Offiziers, wurde 1736 in den Reichs- und erbländischen Ritterstand mit „Edler von Adelsheim“ (auch Adelsheimb) erhoben.
Mit Diplom vom 6. Oktober 1773 wurde der spätere Feldzeugmeister zusammen mit seinen Brüdern Johann Sebastian, Neuburgischer Landvogt und Regierungsrat sowie Franz Xaver, kurtrierscher geistlicher Rat des aufgehobenen Stifts zu St. Martin Dechant und Regierungsrat der ehemaligen Regierung in Landshut in den Kurpfälzischer Freiherrenstand und in die Adelsmatrikel des Königreichs Bayern aufgenommen.
Mit Diplom vom 1. Dezember 1780 wurde die Familie, vor allem wegen der Auszeichnung des Joseph Plazidus, auch in den erbländisch-österreichischen Freiherrnstand aufgenommen.

## Biographie

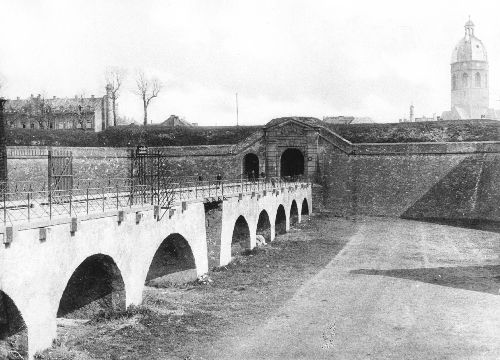
Gautor der Festung Mainz

Joseph Plazidus trat 1753 im Alter von 15 Jahren in die kaiserlich-österreichische Armee ein. Er focht während des Siebenjährigen Krieges im Infanterieregiment Nr. 16 Königsegg-Rothenfels und rückte in dieser Zeit bis zum Kapitänleutnant vor.
1768 zum Major im Infanterieregimente Nr. 27 Baden befördert, wurde Staader 1769 Oberstleutnant im Steirischen Grenadierbataillon und 1777 Oberst und Kommandant des Migazzi-Infanterieregiments Nr. 46. Als solcher machte er den bayerischen Erbfolgekrieg mit und zeichnete sich am 26. November 1778 im Gefecht bei Weißkirchen und den Anhöhen von Mösnig bei Jägerndorf aus, wonach Feldmarschalleutnant Stein ihn ob seiner Tapferkeit lobte. Am 21. Dezember unternahm er eine Rekognoszierung gegen die Stellung des Feindes, die er bis Neustadt zurücktrieb, ihnen mehrere Gefangene abnehmend. Als dann am 12. Januar 1779 überlegene feindliche Streitkräfte seine Aufstellung bei Olbersdorf angriffen, wurden dieselben durch die von Staader mit großer Umsicht getroffenen Verteidigungsmaßregeln sowie die Tapferkeit seiner Truppen vollkommen zurückgeschlagen. Er erhielt für das bei dieser Gelegenheit gezeigtes Verhalten sowie für jenes bei Weißkirchen das Ritterkreuz des Militär-Maria-Theresien-Ordens. Infolgedessen wurde er am 1. Dezember 1780 in den erbländisch-österreichischen Freiherrnstand erhoben.
Mit Rang vom 15. Mai 1784 wurde er zum Generalmajor und Brigadier in Innerösterreich befördert und führte in den Türkenkriegen 1788–1789 eine Brigade in Siebenbürgen, nahm am 8. Oktober 1788 an dem Gefechte bei Hátszég sowie am 7. und 8. Oktober 1789 an jenem bei Porčenj (Waidenj) rühmlichen Anteil, so dass der kommandierende General seiner „Tätigkeit und Klugheit“ lobend erwähnte.
Am 24. März 1790 wurde Staader zum Feldmarschallleutnant und 1791 zum zweiten Inhaber (später Inhaber) des Infanterieregiments Nr. 3 ernannt. 1793 kommandierte der am 8. April dieses Jahres zum Reichsgeneralfeldmarschall-Leutnant ernannte Freiherr in den Revolutionskriegen den Truppenkordon am rechten Rheinufer mit Gefechten um das Fort Mortier, 1794 die Truppen in Vorderösterreich und Breisgau und hatte den Rhein von Ottenheim bis Basel zu beobachten, schließlich stand er 1795 bei der Reichsarmee zwischen der Lahn und dem Salzbach und befehligte die zur Offensive bestimmten Truppen der Besatzung der Festung Mainz, später, Anfang September, führte er den Oberbefehl über alle Truppen zwischen Main und Neckar und wurde als selbständig betrachtet. Dabei vertrieb er beim Überqueren des Mains mit der unter seinen Befehlen stehenden Avantgarde die französischen Patrouillen bis hinter die Nidda und wurde für die Erstürmung der französischen Linien vor Mainz am 29. Oktober am 11. November 1795 mit der Verleihung des Kommandeurkreuzes des Militär-Maria-Theresien-Ordens geehrt. Auch in den Folgejahren erwarb er sich militärische Anerkennung, unter anderem in den Gefechten bei Flörsheim, Lambsheim, das er einnahm, Neuwied und Sayn und in der Schlacht von Amberg am 24. August 1796.
1797 stand Staader bei Mannheim, 1798 kommandierte er den linken Flügel der in Deutschland stehenden Armee, später übertrug ihm Erzherzog Karl die Oberaufsicht über die Reichstruppen, Reichsfestungen und alle auf die Gegenstände der Reichsarmee im engeren Sinne bezugnehmenden Geschäfte. 1798 befehligte er die Reichskontingentsarmee in Bayern am Lech.
Mit Rang vom 26. Februar 1801 wurde der Freiherr zum Feldzeugmeister mit Titel und Charakter befördert und zog sich danach als Pensionist nach Wien zurück, wo er auch starb.

## Wappen

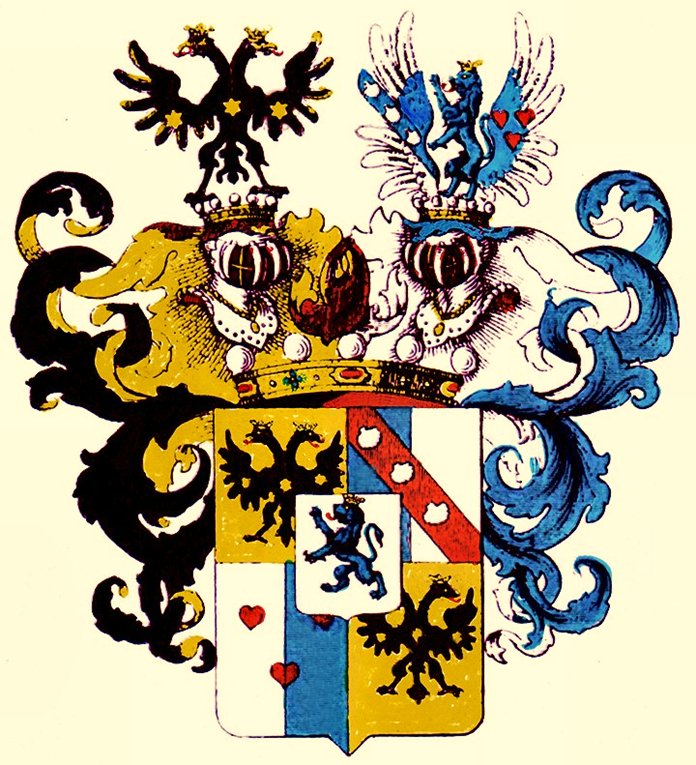
Wappen der Freiherren Staader von Adelheim 1773

1773: Schild quadriert mit Mittelschild. Im silbernen Mittelschild ein rechts gekehrter, gekrönter, blauer Löwe. 1 und 4 in Gold ein golden gekrönter und bewehrter schwarzer Doppeladler, welcher auf der Brust, so wie auf jedem Flügel mit einem sechsstrahligen, goldenen Stern belegt ist. 2 von Blau und Silber der Länge nach geteilt mit einem roten, schrägrechten Balken, welcher mit drei untereinanderstehenden, silbernen Pilgrimsmuscheln, das Schloss oben, belegt ist, und 3 von Silber und Blau der Länge nach geteilt mit drei (2 und 1) roten Herzen, das untere auf der Teilungslinie des Feldes. Auf dem Schilde stehen zwei gekrönte Helme. Der rechte trägt den mit drei Sternen belegten Doppeladler des 1. und 4. Feldes und der linke einen offenen Adlersflug. Der rechte Flügel desselben ist von Silber und Blau der Länge nach geteilt und mit dem schrägrechten Balken und den Muscheln des 2. Feldes belegt, der linke aber von Silber und Blau der Länge nach geteilt und mit den drei roten Herzen des 3. Feldes belegt (nach Hefner ist der offene Flug auf dem linken Helme silbern). Die Helmdecken sind rechts schwarz und golden, links blau und silbern.